# Leptostylopsis poeyi
Leptostylopsis poeyi es una especie de escarabajo longicornio del género Leptostylopsis, tribu Acanthocinini, familia Cerambycidae. Fue descrita científicamente por Fisher en 1925.

## Distribución
Se distribuye por Haití y República Dominicana.

## Descripción
La especie mide 6-9,5 milímetros de longitud. El período de vuelo ocurre en los meses de marzo, abril, mayo, junio, julio, agosto, septiembre y octubre.